# Hallenslev Sogn
Hallenslev Sogn er et sogn i Kalundborg Provsti (Roskilde Stift).
I 1800-tallet var Hallenslev Sogn anneks til Sæby Sogn. Begge sogne hørte til Løve Herred i Holbæk Amt. Sæby-Hallenslev sognekommune blev ved kommunalreformen i 1970 indlemmet i Høng Kommune, der ved strukturreformen i 2007 indgik i Kalundborg Kommune.
I Hallenslev Sogn findes Hallenslev Kirke.
I sognet findes følgende autoriserede stednavne:
- Hallenslev (bebyggelse)
- Hallenslev By (bebyggelse, ejerlav)
- Hallenslev Gårde (bebyggelse)
- Heden (bebyggelse)
- Torpe (bebyggelse)
- Torpe By (bebyggelse, ejerlav)
- Torpegavn (bebyggelse)
- Venteskov (bebyggelse)